# Épître de Jacques
L'Épître de Jacques est l'une des épîtres catholiques du Nouveau Testament.

## Auteur et datation
La lettre est envoyée par « Jacques, serviteur de Dieu et de Jésus Christ, aux douze tribus de la Dispersion » (Jc 1,1). La tradition l'a attribuée à Jacques le Mineur, qui est selon André Paul le « frère de Jésus », à la tête de l'Église de Jérusalem. La majorité des historiens contemporains distinguent désormais Jacques le Mineur et le frère de Jésus, Jacques le Juste, juif pieux et dirigeant de la communauté judéo-chrétienne hiérosolymitaine.[réf. nécessaire]
Plusieurs personnages se prénomment en effet Jacques dans le Nouveau Testament : Jacques de Zébédée, également nommé Jacques le Majeur, l'un des Douze, frère de l'apôtre Jean ; Jacques d'Alphée, un autre des Douze, souvent mis en rapport avec Thaddée et surnommé Jacques le Mineur dans la tradition romaine ; un autre Jacques, faisant lui aussi partie des Douze, et qui serait le père ou le frère de l'apôtre Jude (mais il reste quasiment inconnu et la tradition ne l'a pas étudié) ; enfin, Jacques le Juste, frère (ou, selon l'Église latine, cousin) de Jésus, qui joue un rôle considérable dans l'Église de Jérusalem.
Toutefois, l'attribution pseudonymique  de l'Épître de Jacques à l'un ou l'autre de ces personnages n'a plus cours aujourd'hui parmi les spécialistes : le rédacteur de l'épître semble plutôt être un « chrétien cultivé d'origine païenne de la deuxième ou de la troisième génération chrétienne », le texte datant de la fin du Ier siècle ou du premier tiers du IIe siècle. Il est écrit en un grec de bonne qualité, par un auteur s'exprimant avec autorité.
Eusèbe de Césarée contestait déjà cette attribution :
« On dit qu'il [Jacques, frère du Seigneur] est l'auteur de la première des épîtres appelées catholiques. Mais il faut savoir qu'elle n'est pas authentique : en tout cas peu des anciens en ont fait mention... Cependant nous savons que ces lettres sont lues publiquement avec les autres, dans un très grand nombre d'églises. » (Histoire ecclésiastique, II, 23, 24).
« Parmi les livres contestés, mais reçus pourtant par le plus grand nombre, il y a l'épître attribuée à Jacques... » (Ibid., III, 25, 3).

## Résumé
L'épître contient quelques énoncés clairs concernant l'application pratique de la religion, notamment le conseil important du chapitre 1 que si quelqu'un manque de sagesse, il demande l'aide de Dieu (Ja 1:5–6). Le chapitre 2 parle de la foi et des œuvres. Les chapitres 3 et 4 parlent de la nécessité de surveiller sa langue et exhortent les saints à ne pas médire les uns des autres. Le chapitre 5 dénonce les riches ; il encourage les saints à faire preuve de patience et à appeler les anciens pour recevoir une bénédiction quand ils sont malades ; il enseigne aussi les bénédictions reçues par ceux qui contribuent aux conversions d'autres personnes.[réf. nécessaire]

## Contenu
Les tentations de la vie ne peuvent pas venir de Dieu (Jc 1:13) : chaque tentation vient de notre propre convoitise. Le culte qu'on lui rend doit comporter des actes de démonstration de sa foi. Une attitude préférentielle pour les choses courantes du monde (matérialisme, égoïsme, etc.) entrave les relations avec Dieu.
Dans les premier et troisième chapitres, Jacques met en garde contre les dangers de la parole. Il exhorte les chrétiens à écouter les autres plutôt qu'à vouloir leur parler. Il leur conseille également de ne pas avoir comme but de devenir prêcheurs ou enseignants, car quiconque prêche a la responsabilité de l'enseignement qu'il donne à ses élèves. Il met l'accent sur les dangers du péché par omission, le bien que chacun pourrait faire et qu'il ne fait pas. Son enseignement se base sur la pratique, prône la foi authentique, la prière de la foi. Il explique comment gagner les âmes.
Outre la vive critique des pratiques pauliniennes, éloignées des synagogues, les mentions proprement chrétiennes demeurent discrètes (seulement deux mentions de Jésus-Christ, en dehors de celles au Seigneur qui peuvent se référer à YHWH) ; le texte, à la christologie limitée et aisément compréhensible par un juif, peut être vu comme un midrash chrétien, une « encyclique » présentant le message du Christ comme la forme la plus parfaite du judaïsme. Peut-être le bref écrit est-il l'un des flambeaux sauvegardé d'une « contre-offensive chrétienne » (ou plutôt judéo-chrétienne) à l'égard d'un judaïsme fortement ébranlé par la destruction du Temple et non encore regroupé sous l'orthodoxie pharisienne ? 
Qu'elle soit écrite par un païen ou par un juif hellénophone, la lettre semble pour de nombreux spécialistes destinée à des judéo-chrétiens, voire à des juifs de la diaspora.

## Analyse

### Selon Luther, une «épître de paille»
Luther qualifiait l'Épître de Jacques d'« épître de paille » (« stroern Epistel ») pour signifier sa réserve à son égard, car elle lui paraissait refuser la théologie de l’apôtre Paul de la justification par la foi (« une Épître de paille car elle n'a pas la manière de l'Évangile », Préface au Das Newe Testament Deutzsch, Luther, 1522). Il va même jusqu'à écrire dans la Préface aux épîtres de saint Jacques et de saint Jude  : « Mais pour en dire ma pensée, et sans vouloir blesser personne, je ne la [l'épître de Jacques] tiens pas pour l'œuvre d'un Apôtre ».

### Analyse de Claude Simon Mimouni
Pour Simon Claude Mimouni, reprenant l'expression de Luther, c'est surtout parce que cette lettre ne « montre pas le Christ, contrairement à l'épître aux Romains et à l'Évangile selon Jean, qu'elle est qualifiée "de paille". » Selon lui, cette épître qui pourrait fort bien être attribuée à Jacques, le « Frère du Seigneur », n'est de paille que par rapport à ces deux textes. Il relève qu'elle pose « un large regard sur certains aspects de la vie des communautés chrétiennes. » Il souligne que le grec de la lettre est considéré comme l'un des meilleurs de tous les écrits incorporés au Nouveau Testament. Le vocabulaire, toujours précis, est riche en hapax legomena : il en dénombre 63, dont 45 dérivent de la Septante (ou LXX), 18 sont inédits, 4 sont absents de tous les écrits de la koinè. Le style est excellent, tant du point de vue de la grammaire que de la syntaxe. Selon Mimouni, ce texte « doit être considéré comme un témoin important de la pensée du « Frère du Seigneur » et aussi de la communauté chrétienne d'origine judéenne de Jérusalem. »
Sur le plan de la prédication morale, Mimouni considère que la lettre entretient des relations avec les écrits grecs stoïciens et avec la morale grecque (Sénèque et Epictète). Les affinités avec les écrits judéens le relient aux textes sapientiaux. L'auteur de l'épître utilise ces derniers pour en tirer des leçons de morale pratique. Il rappelle aussi les enseignements de Jésus de Nazareth. Pour Mimouni : « On y retrouve, en effet, sans cesse la pensée du Messie Jésus, moins par mode de citations expresses tirées d'une tradition écrite que par utilisation d'une tradition orale. [...] L'auteur de cette lettre apparaît comme un sage plutôt chrétien d'origine judéenne [...] qui repense de façon originale les maximes de la sagesse judéenne traditionnelle en fonction de l'accomplissement messianique représenté par Jésus, et ce selon une perspective apocalyptique. »
La lettre manifeste une grande connaissance de la Bible dans sa version grecque (Septante). L'épître entretient des liens avec les écrits pauliniens pour lesquels Mimouni pointe dix cas dans lesquels il les critique. Il relève des affinités avec l’Évangile selon Matthieu : ce sont des ressemblances qui, dans vingt-trois cas au moins, portent sur les thèmes abordés, plutôt que sur les termes utilisés. Mimouni pense donc à l'utilisation comme document commun de la Source Q, plutôt qu'au lien direct entre les deux écrits (surtout en ce qui concerne le Sermon sur la montagne). Plus généralement, « l'argumentation de l'épître tend à s'opposer à une compréhension de la doctrine chrétienne qui entend distinguer la croyance des œuvres. [...] À partir d'une prédication morale, l'auteur veut aborder des questions théologiques qui touchent la compréhension chrétienne de la Loi. » Ainsi, Mimouni pointe que la prédication morale de l'épître « porte essentiellement sur les rapports sociaux entre les riches et les pauvres dans les communautés chrétiennes. » Les questions théologiques « ne sont traitées que par affleurement, comme justification de la prédication morale. » Mimouni observe que « pour l'auteur, il n'y a qu'un seul dieu et Jésus est son messie, le Sauveur dont le nom est invoqué sur les croyants et les malades. La compréhension de la Loi avancée par l'auteur dans sa lettre est un refus de la justification par la croyance aux seuls dépens des œuvres : l'accomplissement total de la Loi (croyance + œuvres) permet d'accéder au salut - ce qui est proche de la perspective rencontrée en Mt 5, 17 ("N'allez pas croire que je sois venu abroger la Loi ou les Prophètes : je ne suis pas venu abroger, mais accomplir"). »